# Grand'ordine del re Tomislavo
Il Grand'ordine del re Tomislavo è il più alto degli ordini cavallereschi concessi dalla Croazia.

## Storia
Il Grand'ordine del re Tomislavo è stato fondato il 20 giugno 1992 ed è dedicato a Tomislavo I di Croazia.

## Classi
L'Ordine dispone dell'unica classe di Cavaliere/Dama di Gran Croce.

## Assegnazione
L'Ordine viene assegnato ai capi di Stato per premiare:
- contributi all'istituzione della sovrana Repubblica di Croazia;
- contributi eccezionali alla sua reputazione e al suo status internazionale e i grandi risultati nello sviluppo delle relazioni internazionali tra la Croazia e il paese del premiato.

## Insegne
- Il nastro è un tricolore rosso, bianco e blu con le due fasce laterali caricate di due fasce gialle.

## Insigniti
1. Francesco Cossiga (3 luglio 1993) - Presidente della Repubblica Italiana[1]
2. Juan Antonio Samaranch (26 agosto 1993) - Presidente del Comitato Olimpico Internazionale[2]
3. Süleyman Demirel (7 luglio 1994) - Presidente della Turchia[3]
4. Eduardo Frei Ruiz-Tagle (8 novembre 1994) - Presidente del Cile[4]
5. Carlos Saúl Menem (5 gennaio 1995) - Presidente dell'Argentina[5]
6. Franjo Tuđman (29 maggio 1995) - Presidente della Croazia[6]
7. Oscar Luigi Scalfaro (17 dicembre 1997) - Presidente della Repubblica Italiana[7]
8. Kostis Stephanopoulos (3 dicembre 1998) - Presidente della Grecia[8]
9. Emil Constantinescu (16 giugno 2000) - Presidente della Romania[9]
10. Thomas Klestil (2 marzo 2001) - Presidente dell'Austria[10]
11. Rexhep Meidani (4 aprile 2001) - Presidente dell'Albania[11]
12. Aleksander Kwaśniewski (10 maggio 2001) - Presidente della Polonia[12]
13. Nursultan Äbişulı Nazarbaev (24 agosto 2001) - Presidente del Kazakistan[13]
14. Rudolf Schuster (2 ottobre 2001) - Presidente della Slovacchia[14]
15. Carlo Azeglio Ciampi (19 ottobre 2001) - Presidente della Repubblica Italiana[15]
16. Milan Kučan (5 dicembre 2001) - Presidente della Slovenia[16]
17. Elisabetta II del Regno Unito (12 dicembre 2001) - Regina del Regno Unito e dei Reami del Commonwealth[17]
18. Ferenc Mádl (15 marzo 2002) - Presidente dell'Ungheria[18]
19. Tuanku Syed Sirajuddin (20 marzo 2002) - Yang di-Pertuan Agong della Malesia[19]
20. Ion Iliescu (12 maggio 2003) - Presidente della Romania[20]
21. Ricardo Lagos (6 febbraio 2004) - Presidente del Cile[21]
22. Stjepan Mesić (11 luglio 2005) - Presidente della Croazia[22]
23. Edward Fenech-Adami (2 novembre 2006) - Presidente di Malta[23]
24. Tassos Papadopoulos (13 novembre 2006) - Presidente di Cipro[24]
25. Karolos Papoulias (21 marzo 2007) - Presidente della Grecia[25]
26. Viktor Juščenko (6 giugno 2007) - Presidente dell'Ucraina[26]
27. Alfred Moisiu (2 luglio 2007) - Presidente dell'Albania[27]
28. Lech Kaczyński (21 marzo 2008) - Presidente della Polonia[28]
29. Valdis Zatlers (2 settembre 2008) - Presidente della Lettonia[29]
30. Ivan Gašparovič (27 ottobre 2008) - Presidente della Slovacchia[30]
31. Matthew Festing (19 novembre 2008) - Gran Maestro del Sovrano Militare Ordine di Malta[31]
32. Jaap de Hoop Scheffer (5 febbraio 2009) - Segretario Generale della NATO[32]
33. Vladimir Voronin (17 febbraio 2009) - Presidente della Moldavia[33]
34. Alberto II di Monaco (7 aprile 2009) - Principe di Monaco[34]
35. Hamad bin Khalifa Al Thani (7 aprile 2009) - Emiro del Qatar[35]
36. Bamir Topi (7 aprile 2009) - Presidente dell'Albania[36]
37. Tarja Halonen (7 aprile 2009) - Presidente della Finlandia[37]
38. Harald V di Norvegia (12 maggio 2011) - Re di Norvegia
39. Giorgio Napolitano (14 luglio 2011) - Presidente della Repubblica Italiana
40. Andris Bērziņš (21 marzo 2012) - Presidente della Lettonia
41. Carlo XVI Gustavo di Svezia (16 aprile 2013) - Re di Svezia
42. Bronisław Komorowski (8 maggio 2013) - Presidente della Polonia[38]
43. Margherita II di Danimarca (21 ottobre 2014) - Regina di Danimarca
44. Rosen Plevneliev (14 maggio 2016) - Presidente della Repubblica di Bulgaria
45. Sabah IV al-Ahmad al-Jabir Al Sabah (5 febbraio 2017) - Emiro del Kuwait[39]
46. Marcelo Rebelo de Sousa (4 maggio 2018) - Presidente della Repubblica Portoghese
47. Ram Nath Kovind (26 marzo 2019) - Presidente della Repubblica Indiana
48. Ilir Meta (29 ottobre 2019) - Presidente della Repubblica d'Albania